# Unione Sovietica ai Giochi della XIX Olimpiade
L'Unione Sovietica partecipò ai Giochi della XIX Olimpiade che si sono svolti a Città del Messico dal 12 al 27 ottobre 1968, con una delegazione di 312 atleti impegnati in 18 discipline per un totale di 164 competizioni. Portabandiera fu Leonid Žabotyns'kyj, campione olimpico a Tokyo 1964 nel sollevamento pesi, che si sarebbe ripetuto in questa edizione.
La squadra sovietica, alla sua quinta partecipazione ai Giochi estivi, conquistò 29 medaglie d'oro, 32 d'argento e 30 di bronzo, che valsero il secondo posto nel medagliere complessivo dietro gli Stati Uniti. I sovietici figurarono al primo posto nei medaglieri parziali del pugilato, della scherma, del sollevamento pesi e del tiro; vinsero inoltre sia il torneo maschile che quello femminile di pallavolo. A livello individuale vanno segnalati i risultati di Michail Voronin, vincitore di due medaglie d'oro, quattro d'argento e una di bronzo nella ginnastica

## Medagliere

### Per discipline
| Sport              | Oro | Argento | Bronzo | Totale |
| ------------------ | --- | ------- | ------ | ------ |
| Ginnastica         | 5   | 5       | 8      | 18     |
| Scherma            | 3   | 4       | 0      | 7      |
| Sollevamento pesi  | 3   | 3       | 0      | 6      |
| Atletica leggera   | 3   | 2       | 8      | 13     |
| Pugilato           | 3   | 2       | 1      | 6      |
| Canoa/kayak        | 2   | 1       | 3      | 6      |
| Tiro               | 2   | 1       | 2      | 5      |
| Lotta libera       | 2   | 1       | 0      | 3      |
| Pallavolo          | 2   | 0       | 0      | 2      |
| Lotta greco-romana | 1   | 4       | 1      | 6      |
| Equitazione        | 1   | 1       | 0      | 2      |
| Canottaggio        | 1   | 0       | 1      | 2      |
| Vela               | 1   | 0       | 0      | 1      |
| Nuoto              | 0   | 4       | 4      | 8      |
| Tuffi              | 0   | 2       | 0      | 2      |
| Pentathlon moderno | 0   | 1       | 1      | 2      |
| Pallanuoto         | 0   | 1       | 0      | 1      |
| Pallacanestro      | 0   | 0       | 1      | 1      |
| Totale             | 29  | 32      | 30     | 91     |

### Medaglie
| Medaglia | Atleta | Sport              | Evento                                      |
| -------- | --- | ------------------ | ------------------------------------------- |
| Oro      | Vladimir Golubničij | Atletica leggera   | Marcia 20 km                                |
| Oro      | Viktor Saneev | Atletica leggera   | Salto triplo                                |
| Oro      | Jānis Lūsis | Atletica leggera   | Lancio del giavellotto maschile             |
| Oro      | Oleksandr Šaparenko Volodymyr Morozov | Canoa/kayak        | K2 1000 metri maschile                      |
| Oro      | Ljudmila Pinaeva | Canoa/kayak        | K1 500 metri femminile                      |
| Oro      | Anatolij Sass Aleksandr Timošinin | Canottaggio        | Due di coppia maschile                      |
| Oro      | Ivan Kizimov | Equitazione        | Dressage individuale                        |
| Oro      | Michail Voronin | Ginnastica         | Volteggio maschile                          |
| Oro      | Michail Voronin | Ginnastica         | Sbarra                                      |
| Oro      | Zinaida Voronina Natal'ja Kučinskaja Larisa Petrik Ol'ga Karasëva Ljudmila Turiščeva Ljubov' Burda | Ginnastica         | Concorso a squadre femminile                |
| Oro      | Larisa Petrik | Ginnastica         | Corpo libero femminile                      |
| Oro      | Natal'ja Kučinskaja | Ginnastica         | Trave                                       |
| Oro      | Roman Rurua | Lotta greco-romana | Pesi piuma                                  |
| Oro      | Boris Gurevič | Lotta libera       | Pesi medi                                   |
| Oro      | Aleksandr Medved' | Lotta libera       | Pesi massimi                                |
| Oro      | Eduard Sibirjakov Jurij Pojarkov Georgij Mondzolevskij Valerij Kravčenko Vladimir Beljaev Evgenij Lapinskij Ivan Bugaenkov Oleg Antropov Vasilijus Matuševas Viktor Michal'čuk Boris Tereščuk Vladimir Ivanov Ivan Bugaenkov Oleg Antropov Vasilijus Matuševas Viktor Michal'čuk Boris Tereščuk Vladimir Ivanov | Pallavolo          | Maschile                                    |
| Oro      | Ljudmila Meščerjakova Ljudmila Michajlkovskaja Tat'jana Vejnberga Vera Lantratova Vera Galuška-Dujunova Tat'jana Saryčeva Tat'jana Ponjaeva Nina Nikitina Inna Ryskal' Galina El'nickaja Roza Salichova Valentina Kamenek-Vinogradova                                                                           | Pallavolo          | Femminile                                   |
| Oro      | Valerian Sokolov | Pugilato           | Pesi gallo                                  |
| Oro      | Boris Lagutin | Pugilato           | Pesi superwelter                            |
| Oro      | Danas Pozniakas | Pugilato           | Pesi mediomassimi                           |
| Oro      | Umjar Mavlichanov Mark Rakita Viktor Sidjak Vladimir Nazlymov Ėduard Vinokurov | Scherma            | Sciabola a squadre maschile                 |
| Oro      | Elena Novikova | Scherma            | Fioretto individuale femminile              |
| Oro      | Galina Gorochova Elena Novikova Tat'jana Petrenko Svetlana Čirkova Aleksandra Zabelina | Scherma            | Fioretto a squadre femminile                |
| Oro      | Viktor Kurencov | Sollevamento pesi  | Pesi medi                                   |
| Oro      | Boris Selickij | Sollevamento pesi  | Pesi massimi-leggeri                        |
| Oro      | Leonid Žabotyns'kyj | Sollevamento pesi  | Pesi massimi                                |
| Oro      | Grigorij Kosych | Tiro               | Pistola 50 metri                            |
| Oro      | Evgenij Petrov | Tiro               | Skeet                                       |
| Oro      | Valentin Mankin | Vela               | Finn                                        |
| Argento  | Romual'd Klim | Atletica leggera   | Lancio del martello                         |
| Argento  | Antonina Lazareva | Atletica leggera   | Salto in alto femminile                     |
| Argento  | Oleksandr Šaparenko | Canoa/kayak        | K1 1000 metri maschile                      |
| Argento  | Ivan Kizimov Ivan Kalita Elena Petuškova | Equitazione        | Dressage a squadre                          |
| Argento  | Michail Voronin Sergej Diomidov Valerij Il'inych Valerij Karasëv Viktor Klimenko Viktor Lisickij | Ginnastica         | Concorso a squadre maschile                 |
| Argento  | Michail Voronin | Ginnastica         | Concorso individuale maschile               |
| Argento  | Michail Voronin | Ginnastica         | Anelli                                      |
| Argento  | Michail Voronin | Ginnastica         | Parallele simmetriche                       |
| Argento  | Zinaida Voronina | Ginnastica         | Concorso individuale femminile              |
| Argento  | Vladimir Bakulin | Lotta greco-romana | Pesi mosca                                  |
| Argento  | Valentin Olenik | Lotta greco-romana | Pesi medi                                   |
| Argento  | Nikolaj Jakovenko | Lotta greco-romana | Pesi medio-massimi                          |
| Argento  | Anatolij Roščin | Lotta greco-romana | Pesi massimi                                |
| Argento  | Šota Lomidze | Lotta libera       | Pesi medio-massimi                          |
| Argento  | Vladimir Kosinskij | Nuoto              | 100 metri rana maschili                     |
| Argento  | Vladimir Kosinskij | Nuoto              | 200 metri rana maschili                     |
| Argento  | Semën Belic-Gejman Viktor Mazanov Georgij Kulikov Leonid Il'ičëv | Nuoto              | Staffetta 4x100 metri stile libero maschile |
| Argento  | Galina Prozumenščikova | Nuoto              | 100 metri rana femminili                    |
| Argento  | Unione Sovietica | Pallanuoto         | Torneo Maschile                             |
| Argento  | Pavel Lednëv Borys Onyščenko Stasys Šaparnis | Pentathlon moderno | Gara a squadre                              |
| Argento  | Aleksej Kiselëv | Pugilato           | Pesi medi                                   |
| Argento  | Jonas Čepulis | Pugilato           | Pesi massimi                                |
| Argento  | Viktor Putjatin Jurij Šarov Jurij Sisikin Vasyl' Stankovyč German Svešnikov | Scherma            | Fioretto a squadre maschile                 |
| Argento  | Grigorij Kriss | Scherma            | Spada individuale maschile                  |
| Argento  | Grigorij Kriss Viktor Modzalevskij Josif Vitebs'kyj Aleksej Nikančikov Jurij Smoljakov | Scherma            | Spada a squadre maschile                    |
| Argento  | Mark Rakita | Scherma            | Sciabola individuale maschile               |
| Argento  | Dito Šanidze | Sollevamento pesi  | Pesi piuma                                  |
| Argento  | Vladimir Beljaev | Sollevamento pesi  | Pesi massimi-leggeri                        |
| Argento  | Jaan Talts | Sollevamento pesi  | Pesi mediomassimi                           |
| Argento  | Valentin Kornev | Tiro               | Carabina 300 metri tre posizioni            |
| Argento  | Tamara Pogoševa | Tuffi              | Trampolino 3 metri femminile                |
| Argento  | Natal'ja Lobanova | Tuffi              | Piattaforma 10 metri femminile              |
| Bronzo   | Nikolaj Smaga | Atletica leggera   | Marcia 20 km                                |
| Bronzo   | Valentin Gavrilov | Atletica leggera   | Salto in alto maschile                      |
| Bronzo   | Ėduard Guščin | Atletica leggera   | Getto del peso maschile                     |
| Bronzo   | Natal'ja Pečënkina | Atletica leggera   | 400 metri piani femminili                   |
| Bronzo   | Ljudmila Žarkova Galina Bucharina Vera Popkova Ljudmila Samotësova | Atletica leggera   | Staffetta 4×100 metri femminile             |
| Bronzo   | Valentyna Kozyr | Atletica leggera   | Salto in alto femminile                     |
| Bronzo   | Tat'jana Talyševa | Atletica leggera   | Salto in lungo femminile                    |
| Bronzo   | Nadežda Čižova | Atletica leggera   | Getto del peso femminile                    |
| Bronzo   | Vitalij Galkov | Canoa/kayak        | C1 1000 metri maschile                      |
| Bronzo   | Naum Prokupec' Michail Zamotin | Canoa/kayak        | C2 1000 metri maschile                      |
| Bronzo   | Ljudmila Pinaeva Antonina Seredina | Canoa/kayak        | K2 500 metri femminile                      |
| Bronzo   | Zigmas Jukna Antanas Bagdonavičius Volodymyr Sterlik Juozas Jagelavičius Aleksandr Martyškin Vytautas Briedis Valentyn Kravčuk Viktor Suslin Tim. Jurij Lorentsson | Canottaggio        | Otto maschile                               |
| Bronzo   | Sergej Diomidov | Ginnastica         | Volteggio maschile                          |
| Bronzo   | Michail Voronin | Ginnastica         | Cavallo con maniglie                        |
| Bronzo   | Viktor Klimenko | Ginnastica         | Parallele simmetriche                       |
| Bronzo   | Natal'ja Kučinskaja | Ginnastica         | Concorso individuale femminile              |
| Bronzo   | Natal'ja Kučinskaja | Ginnastica         | Corpo libero femminile                      |
| Bronzo   | Zinaida Voronina | Ginnastica         | Volteggio femminile                         |
| Bronzo   | Zinaida Voronina | Ginnastica         | Parallele asimmetriche                      |
| Bronzo   | Larisa Petrik | Ginnastica         | Trave                                       |
| Bronzo   | Ivan Kochergin | Lotta greco-romana | Pesi gallo                                  |
| Bronzo   | Nikolaj Pankin | Nuoto              | 100 metri rana maschili                     |
| Bronzo   | Vladimir Bure Semën Belic-Gejman Georgij Kulikov Leonid Il'ičëv | Nuoto              | Staffetta 4x200 metri stile libero maschile |
| Bronzo   | Jurij Hromak Vladimir Kosinskij Vladimir Nemšilov Leonid Il'ičëv | Nuoto              | Staffetta 4x100 metri misti maschile        |
| Bronzo   | Galina Prozumenščikova | Nuoto              | 200 metri rana femminili                    |
| Bronzo   | Unione Sovietica | Pallacanestro      | Torneo Maschile                             |
| Bronzo   | Pavel Lednëv | Pentathlon moderno | Gara individuale                            |
| Bronzo   | Volodymyr Musalimov | Pugilato           | Pesi welter                                 |
| Bronzo   | Renat Sulejmanov | Tiro               | Pistola 25 metri                            |
| Bronzo   | Vitalij Parchimovič | Tiro               | Carabina 50 metri tre posizioni             |

## Risultati

### Pallacanestro
| Atleta | Classifica |
| --- | ---------- |
| V · D · M Nazionale sovietica - Pallacanestro ai Giochi della XIX Olimpiade 4 Krikun · 5 Paulauskas · 6 Sak'andelidze · 7 Kapranov · 8 Selichov · 9 Polivoda · 10 Belov · 11 Tomson · 12 Kovalenko · 13 Vol'nov · 14 Lipso · 15 Andreev · All. Aleksandr Gomel'skij | Bronzo     |
| Nazionale sovietica - Pallacanestro ai Giochi della XIX Olimpiade |            |
| 4 Krikun · 5 Paulauskas · 6 Sak'andelidze · 7 Kapranov · 8 Selichov · 9 Polivoda · 10 Belov · 11 Tomson · 12 Kovalenko · 13 Vol'nov · 14 Lipso · 15 Andreev · All. Aleksandr Gomel'skij                                                                             |            |

### Pallanuoto
| Atleta | Classifica |                             |
| --- | --- | --------------------------- |
| V · D · M Nazionale maschile sovietica di pallanuoto · Giochi olimpici - Città del Messico 1968 Guljaev · Čikvanaja · Grišin · Dolgušin · Barkalov · Grigorovskij · Semënov · Šidlovskij · Skok · Osipov · Bovin · CT : - | Argento |                             |
| Nazionale maschile sovietica di pallanuoto · Giochi olimpici - Città del Messico 1968 | |                             |
| Guljaev · Čikvanaja · Grišin · Dolgušin · Barkalov · Grigorovskij · Semënov · Šidlovskij · Skok · Osipov · Bovin · CT: -                                                                                                  | Guljaev · Čikvanaja · Grišin · Dolgušin · Barkalov · Grigorovskij · Semënov · Šidlovskij · Skok · Osipov · Bovin · CT: - | Unione Sovietica (bandiera) |